# Mitrella (roślina)
Mitrella Miq. – rodzaj roślin z rodziny flaszowcowatych (Annonaceae Juss.). Według The Plant List w obrębie tego rodzaju znajdują się 4 gatunki o nazwach zweryfikowanych i zaakceptowanych, podczas gdy kolejnych 5 taksonów ma status gatunków niepewnych (niezweryfikowanych). Występuje naturalnie w klimacie równikowym Azji. Gatunkiem typowym jest M. kentii (Blume) Miq.

## Morfologia
PokrójZimozielone i zdrewniałe liany.
LiścieNaprzemianległe, pojedyncze, całobrzegie.
KwiatyPromieniste, obupłciowe, pojedyncze, rozwijają się w kątach pędów. Mają 3 wolne działki kielicha, nie nakładają się na siebie. Płatków jest 6, ułożonych w dwóch okółkach, są wolne, nienakładające się na siebie, różniące się od siebie. Kwiaty mają liczne wolne Pręciki. Zalążnia górna, składająca się z licznych owocolistków zawierających po 1–2 zalążki.
OwocePojedyncze, osadzone na szypułkach.

## Systematyka
Pozycja według APweb (aktualizowany system APG III z 2009)
Rodzaj wraz z całą rodziną flaszowcowatych w ramach rzędu magnoliowców wchodzi w skład jednej ze starszych linii rozwojowych okrytonasiennych określanych jako klad magnoliowych.
Lista gatunków
| - Mitrella beccarii (Scheff.) Diels - Mitrella clementis (Merr.) I.M.Turner - Mitrella dielsii J.Sinclair - Mitrella kentii (Blume) Miq. |